# 全日本排球高等学校锦标赛
全日本排球高等学校锦标赛（日语：全日本バレーボール高等学校選手権大会），简称“春高排（春の高校バレー）”、“春高”，是自2011年开始于每年1月举行的日本高中排球赛事。全日本排球高等学校锦标赛与全国高等学校综合体育大会排球赛竞技大会、国民体育大会排球竞技并称为日本高中排球界的三大赛事。全日本排球高等学校锦标赛被全國高等學校體育聯盟列为其旗下的“选拔系列”之一。

## 赛事日程
比赛一般于每年一月的前五天举行，男子组与女子组的比赛同时进行：
- 第1日 - 开幕式和第一轮比赛
- 第2日 - 第二轮比赛
- 第3日 - 第三轮比赛和四分之一决赛
- 第4日 - 半决赛
- 第5日 - 决赛和闭幕式

## 电视转播
全日本排球高等学校锦标赛的电视转播主要是由主办单位之一的富士电视网旗下各电视台负责。
在地面电视转播上，第一天到第三天的赛事（即首轮比赛到四分之一决赛）期间，富士电视台会在比赛次日清晨向全国范围播出一些赛事摘要；而其他加盟地方台则主要播出本地学校所参与的比赛。而在半决赛及决赛阶段，富士电视台会在比赛当日的下午向全国进行实况录像转播；如果地方台所在的地方学校进入到了半决赛阶段，那么日后该校的赛事都会交由该地方台独立制作播出；但是关西电视台只会在大阪府学校进入到决赛阶段才独立制作播出赛事；如果是非富士电视网加盟台的地方台则会在比赛次日的清晨或上午时段播出赛事实况。在某些年份，富士电视网也会在赛事会场进行赛事直播。
在卫星电视转播上，富士电视会在通讯卫星频道和广播卫星频道上同步转播。通讯卫星频道上主要使用的是富士电视ONE TWO NEXT，在第一天到第三天的赛事中，富士电视ONE、富士电视TWO、富士电视NEXT三个频道会每天各选一场赛事进行直播；其他赛事则会安排在当天晚间到次日清晨时段在富士电视ONE与富士电视NEXT上进行录像转播，因此可以说直到四分之一决赛前，富士电视ONE与富士电视NEXT的节目编排都是围绕全日本排球高等学校锦标赛而进行；而在2012年到2014年期间，相关赛事都交由富士电视ONE与富士电视NEXT转播。而半决赛和决赛则安排在富士电视ONE上转播，决赛通常是录像转播，而半决赛则根据年份有可能采用直播。广播卫星频道则主要由BS富士负责，但是BS富士仅播出决赛录像（2013年除外）；2015年之后，BS富士更是只播出赛事总集锦。

## 历届四强
下為新制度賽事。往屆選手權大會參見全國高等學校綜合體育大會排球競技大會。

### 男子组
| 屆 | 年   | 冠軍校              | 亞軍校               | 四強校              | 四強校              |
| -- | ---- | ------------------- | -------------------- | ------------------- | ------------------- |
| 63 | 2011 | 东亚学园（東京第2） | 鎮西（熊本）         | 大村工（長崎）      | 東洋（東京第1）     |
| 64 | 2012 | 大村工（長崎）      | 創造學園（長野）     | 東亚学園（东京第2） | 鹿兒島商（鹿兒島）  |
| 65 | 2013 | 星城（愛知）        | 大塚（大阪第1）      | 大村工（長崎）      | 鹿兒島商（鹿兒島）  |
| 66 | 2014 | 星城（愛知）        | 鹿兒島商（鹿兒島）   | 東福岡（福岡）      | 雄物川（秋田）      |
| 67 | 2015 | 東福岡（福岡）      | 大村工（長崎）       | 大塚（大阪第1）     | 愛工大名電（愛知）  |
| 68 | 2016 | 東福岡（福岡）      | 鎮西（熊本）         | 駿臺學園（東京）    | 創造學園（長野）    |
| 69 | 2017 | 駿台学園（东京第1） | 東亚学園（东京第2）  | 習志野（千葉）      | 高川學園（山口）    |
| 70 | 2018 | 鎮西（熊本）        | 洛南（京都）         | 東亚学園（东京第1） | 高川学園（山口）    |
| 71 | 2019 | 洛南（京都）        | 清風（大阪第1）      | 市立尼崎（兵庫）    | 鎮西（熊本）        |
| 72 | 2020 | 東山（京都）        | 駿台學園（东京第2）  | 松本國際（长野）    | 清風（大阪第1）     |
| 73 | 2021 | 東福岡（福岡）      | 駿台學園（東京第1）  | 市立尼崎（兵庫）    | 清風（大阪第1）     |
| 74 | 2022 | 日本航空（山梨）    | 鎮西（熊本）         | 日南振德（宮崎）    | 雄物川（秋田）      |
| 75 | 2023 | 駿台學園（東京第1） | 鎮西（熊本）         | 東山（京都）        | 習志野（千葉）      |
| 76 | 2024 | 駿台學園（東京第1） | 福井工大福井（福井） | 昇陽（大阪）        | 鎮西（熊本）        |
| 77 | 2025 | 駿台學園（東京第1） | 東福岡（福岡）       | 市立尼崎（兵庫）    | 東亞學園（東京第2） |

### 女子组
| 屆 | 年   | 冠軍校                | 亞軍校                  | 四強校                 | 四強校                    |
| -- | ---- | --------------------- | ----------------------- | ---------------------- | ------------------------- |
| 63 | 2011 | 東九州龍谷（大分）    | 古川學園（宮城）        | 共榮學園（東京第1）    | 鹿兒島女子（鹿兒島）      |
| 64 | 2012 | 東九州龍谷（大分）    | 冰上（兵庫）            | 下北澤成德（東京第1）  | 大阪國際瀧井（大阪第2）   |
| 65 | 2013 | 下北澤成德（東京第1） | 誠英（山口）            | 熊本信愛女學院（熊本） | 柏井（千葉）              |
| 66 | 2014 | 九州文化學園（長崎）  | 東九州龍谷（大分）      | 共榮學園（東京第1）    | 東京都市大鹽尻（長野）    |
| 67 | 2015 | 金蘭會（大阪第1）     | 大阪國際瀧井（大阪第2） | 東九州龍谷（大分）     | 柏井（千葉）              |
| 68 | 2016 | 下北澤成德（東京第3） | 八王子實踐（東京第1）   | 金蘭會（大阪第1）      | 文京學院大女子（東京第2） |
| 69 | 2017 | 下北澤成德（東京第1） | 就實（岡山）            | 鹿兒島女子（鹿兒島）   | 金蘭會（大阪第1）         |
| 70 | 2018 | 金蘭會（大阪第1）     | 東九州龍谷（大分）      | 下北澤成德（東京第1）  | 誠英（山口）              |
| 71 | 2019 | 金蘭會（大阪第1）     | 東九州龍谷（大分）      | 下北澤成德（東京第1）  | 八王子實踐（東京第2）     |
| 72 | 2020 | 東九州龍谷（大分）    | 古川學園（宮城）        | 金蘭會（大阪第1）      | 共榮學園（東京第3）       |
| 73 | 2021 | 就實（岡山）          | 大阪國際瀧井（大阪第2） | 古川學園（宮城）       | 東九州龍谷（大分）        |
| 74 | 2022 | 就實（岡山）          | 古川學園（宮城）        | 金蘭會（大阪）         | 下北澤成德（東京）        |
| 75 | 2023 | 古川学園（宮城）      | 誠英（山口）            | 金蘭會（大阪）         | 熊本信愛女學院（熊本）    |
| 76 | 2024 | 就實（岡山）          | 下北澤成德（東京）      | 誠英（山口）           | 旭川実業 （北海道）       |
| 77 | 2025 | 共榮學園（東京）      | 下北澤成德（東京）      | 金蘭會（大阪）         | 就實（岡山）              |

## 主题曲
| 届 | 年度 | 主题曲                       | 歌手           |
| -- | ---- | ---------------------------- | -------------- |
| 63 | 2011 | Fly                          | Hey! Say! JUMP |
| 64 | 2012 | With you                     | Sexy Zone      |
| 65 | 2013 | 完全マイウェイ               | Sexy Zone      |
| 66 | 2014 | Shout!!                      | Sexy Zone      |
| 67 | 2015 | Trophy                       | Sexy Zone      |
| 68 | 2016 | ロマンティックに勝利をつかめ | Sexy Zone      |
| 69 | 2017 | Stand up!Speak out!          | Sexy Zone      |
| 70 | 2018 | 会いたいよ                   | Sexy Zone      |
| 71 | 2019 | 会いたいよ                   | Sexy Zone      |
| 72 | 2020 | YELL! YELL! YELL!            | 未公开发行     |
| 73 | 2021 | YELL! YELL! YELL!            | 未公开发行     |
| 74 | 2022 | YELL! YELL! YELL!            | 未公开发行     |
| 75 | 2023 | YELL! YELL! YELL!            | 未公开发行     |

### 脚注
1. ↑  在2018年度的女子组决赛时，富士电视网就进行了直播。